# Dhadhawar
Dhadhawar (nepalski: धधबार) – gaun wikas samiti w zachodniej części Nepalu w strefie Bheri w dystrykcie Bardiya. Według nepalskiego spisu powszechnego z 2001 roku liczył on 2588 gospodarstw domowych i 17679 mieszkańców (8831 kobiet i 8848 mężczyzn).